# Économie de l'Empire allemand
Vous pouvez aider à l'améliorer ou bien discuter des problèmes sur sa page de discussion.
- Il ne cite pas suffisamment ses sources. Vous pouvez indiquer les passages à sourcer avec {{référence nécessaire}} ou {{Référence souhaitée}}, et inclure les références utiles en les liant aux notes de bas de page. (Marqué depuis juillet 2014)
- Il doit être recyclé. La réorganisation et la clarification du contenu sont nécessaires. (Marqué depuis juillet 2014)

- Archive Wikiwix
- Bing
- Cairn
- DuckDuckGo
- E. Universalis
- Gallica
- Google
- G. Books
- G. News
- G. Scholar
- Persée
- Qwant
- (zh) Baidu
- (ru) Yandex
- (wd) trouver des œuvres sur Wikidata

L’économie de l'Allemagne wilhelmienne traite de la situation économique conjoncturelle et structurelle de l'Empire allemand de 1871 à la fin de la Première Guerre mondiale.

## L'industrie allemande

### Naissance de la puissance industrielle allemande

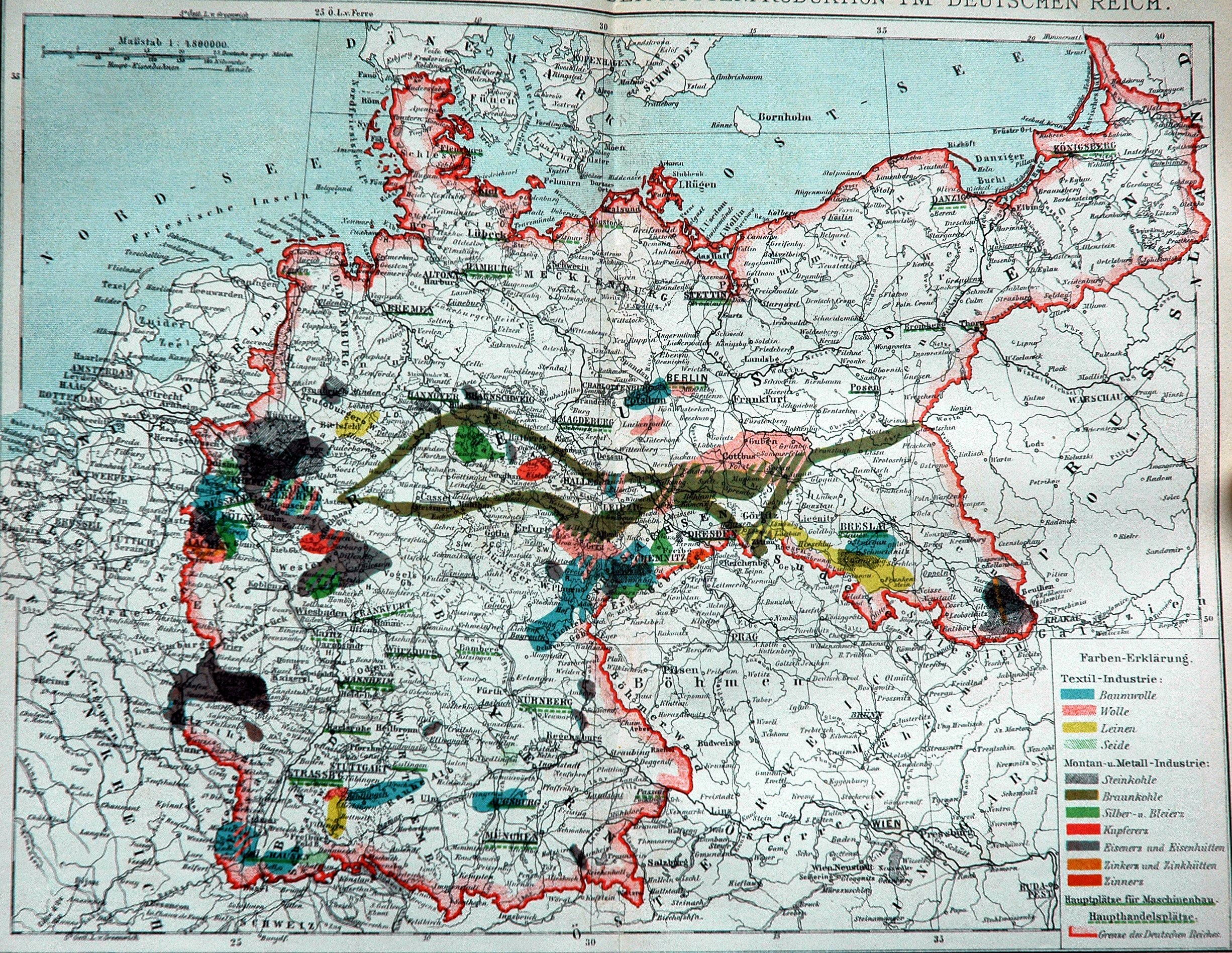
Carte des régions industrielles de l'Empire.

Pour l'Allemagne, la période 1871-1914 est celle de la haute croissance industrielle (Hochindustrialisierung) ou seconde révolution industrielle, celle où l'Allemagne devient une puissance industrielle mondiale.
En 1871, L’Allemagne n'est pas encore une grande puissance économique. Elle a certes déjà dépassé la France mais elle est largement devancée par le Royaume-Uni et les États-Unis.
L’Allemagne n'est pas non plus un pays riche : ses sols sont, à quelques exceptions près, pauvres et pendant longtemps n’ont pas réussi à nourrir totalement une population rurale contrainte à l’exil. Ses ressources minières sont assez limitées, à l'exception notable du charbon, le lignite et la potasse dont l’exploitation industrielle va conférer un avantage déterminant à l'industrie allemande : l’exploitation du cuivre du Harz sera arrêtée en 1887, les mines des monts Métallifères (Das Erzgebirge), épuisées, ne sont plus rentables. Enfin, l’insuffisance des capitaux a constitué une des faiblesses chroniques de l'économie allemande, ce qui a retardé l’effort industriel : en 1830, l’industrie allemande est encore quasi inexistante, mais vingt ans plus tard, sous l’impulsion du Zollverein qui libère les énergies, elle a déjà fait de rapides progrès.

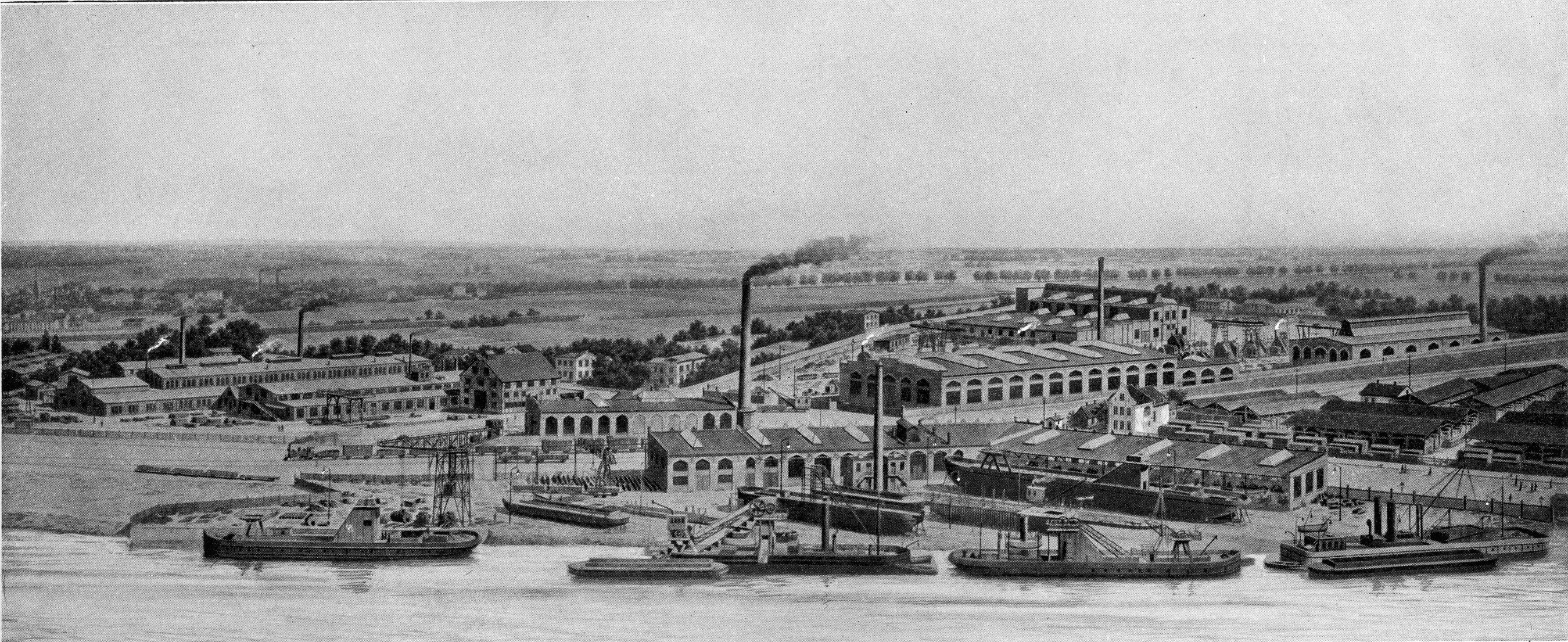
Chantier naval et usine de la société Orenstein & Koppel à Lübeck, Allemagne. Image publiée en 1913.

Mais l’Allemagne dispose aussi de nombreux atouts. À la fin du XIXe siècle, c'est au nombre de tonnes de charbon extraites et de tonnes d'acier produites qu’on mesure la puissance industrielle d’un pays et la puissance de l’industrie allemande va être fondée sur cette industrie lourde grâce aux importantes réserves de matières premières (voir l’article sur les richesses de l’Allemagne) dont dispose le pays.
Ces centres industriels éloignés les uns des autres, sont reliés entre eux par un très efficace réseau de voies de communication, chemin de fer et voies navigables (fleuves et canaux). Le Rhin navigable de Bâle à Rotterdam depuis 1850, permet aux régions du sud-ouest de l'Allemagne de recevoir le charbon de la Ruhr. Le Mittellandkanal, qui relie l’Ems à l’Elbe, unit les régions de l’Allemagne moyenne et rend possible le transport des pondéreux de la Ruhr à la Silésie en passant par Berlin.
Dès la première moitié du siècle, les souverains allemands ont su créer de nombreuses universités techniques qui forment les ingénieurs dont l’industrie a besoin et permettent une symbiose entre chercheurs et grandes entreprises : l’industrie chimique, l’optique, l’électricité sont des domaines où la recherche allemande est à la pointe du progrès.

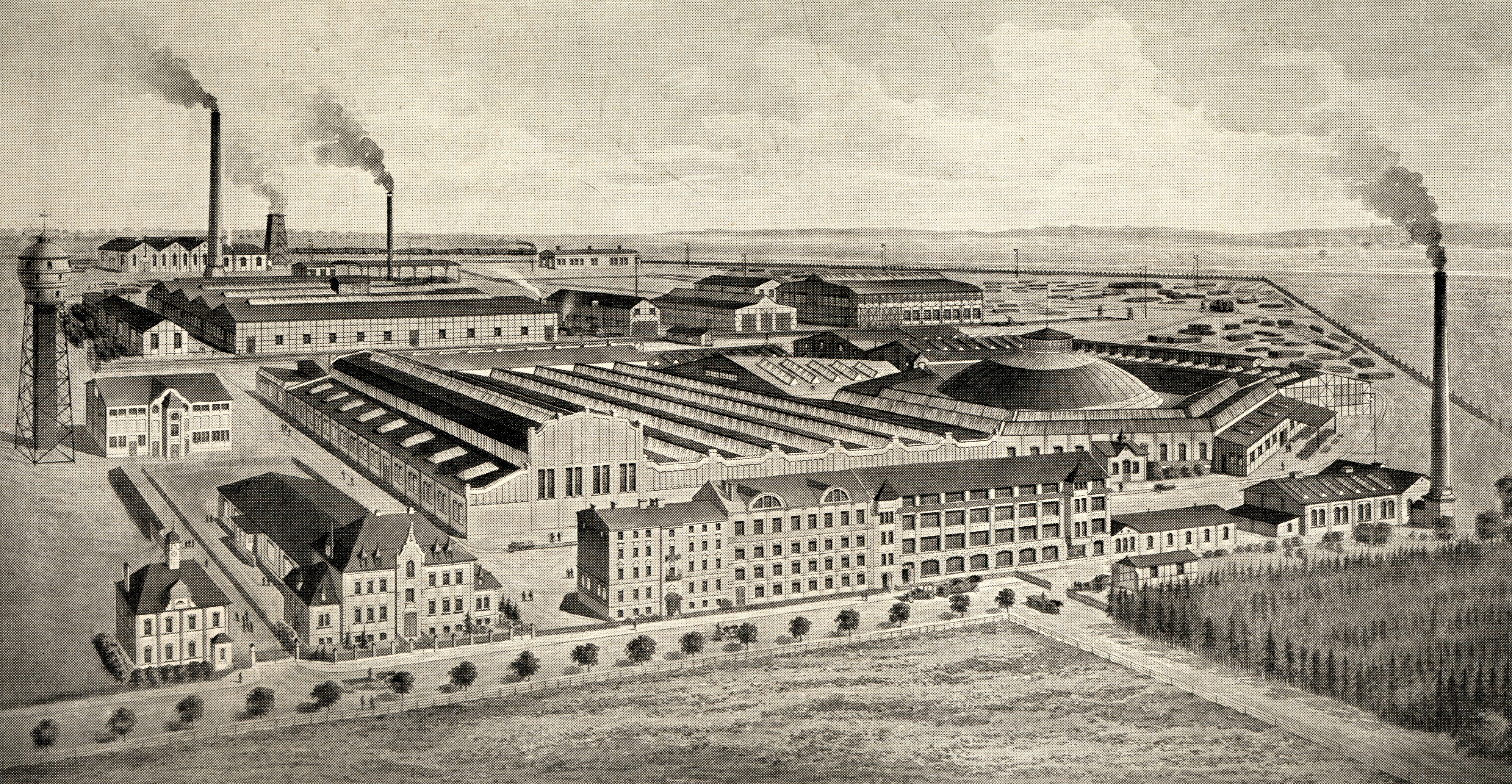
L'usine Drewitz de la société Orenstein & Koppel à Neuendorf près de Potsdam (aujourd'hui Potsdam-Babelsberg), Allemagne. Illustration publiée en 1913

Les progrès techniques, comme l’introduction des fours Siemens-Martin et du convertisseur Bessemer, du procédé Thomas dans l’industrie sidérurgique lorraine, l’utilisation de moteurs électriques et bientôt de moteurs Diesel font baisser les coûts de production : l’Allemagne est l’un des premiers pays à employer à grande échelle ces nouvelles techniques.
Dans l’agriculture, le recours aux engrais chimiques fait augmenter les rendements et le recours aux machines libère une main-d’œuvre qu’absorbe l’industrie. Le spectre des disettes semble définitivement écarté.
Enfin, le traité de Francfort, imposant à la France le versement d’un dédommagement de 5 milliards de francs-or, va permettre par l’injection de capitaux nouveaux, la création de nouvelles entreprises. Le rythme de l’industrialisation est rapide, si bien que l’Allemagne rattrape son retard par rapport aux autres pays européens. Sur les marchés étrangers, les biens manufacturés allemands remportent un succès croissant, amenant les autorités britanniques à introduire l'étiquetage Made in Germany sur les biens importés de l'Empire allemand, après l'exemple des couteaux (fabriqués principalement à Sheffield en Grande-Bretagne et Solingen en Allemagne à l'époque).

### La vie industrielle
De toutes parts, l'Allemagne donnait l'impression d'un continu développement matériel. En 1914, rien que dans les provinces du Rhin et de la Westphalie, plus de 142 000 ouvriers travaillaient aux hauts-fourneaux, plus de 60 000 à la fabrication des machines, plus de 135 000 à l'industrie du textile, plus de 40 000 à la verrerie, plus de 30 000 à l'industrie chimique. Sans compter ceux des papeteries des tanneries et des brasseries. Le débit des brasseries est le plus « colossal ». En 1884, on fabriquait 4 millions d'hectolitres de bière ; en 1914, 15 millions. Jadis, chaque habitant buvait 67 litres de bière ; à la veille de la Grande Guerre, 150 litres. Dans un rayon de dix lieues s'accumulait la richesse et s'entassait la population. Voici le nombre d'habitants par ville, de Westphalie-Rhénanie, en 1914 :
| Düsseldorf | Elberfeld | Barmen  | Crefeld | Dortmund | Bochum  | Duisburg | Hagen  | Mulheim | Munchen-Gladbach | Oberhausen | Solingen | Remscheid | Essen   |
| ---------- | --------- | ------- | ------- | -------- | ------- | -------- | ------ | ------- | ---------------- | ---------- | -------- | --------- | ------- |
| 253 700    | 162 000   | 156 210 | 110 400 | 175 530  | 118 200 | 192 300  | 77 700 | 93 630  | 60 700           | 52 200     | 50 400   | 64 400    | 231 300 |

Il ne faut pas oublier qu'autour de ces grandes villes se trouvaient maints villages atteignant aisément 4 000 habitants, voire 6 000.

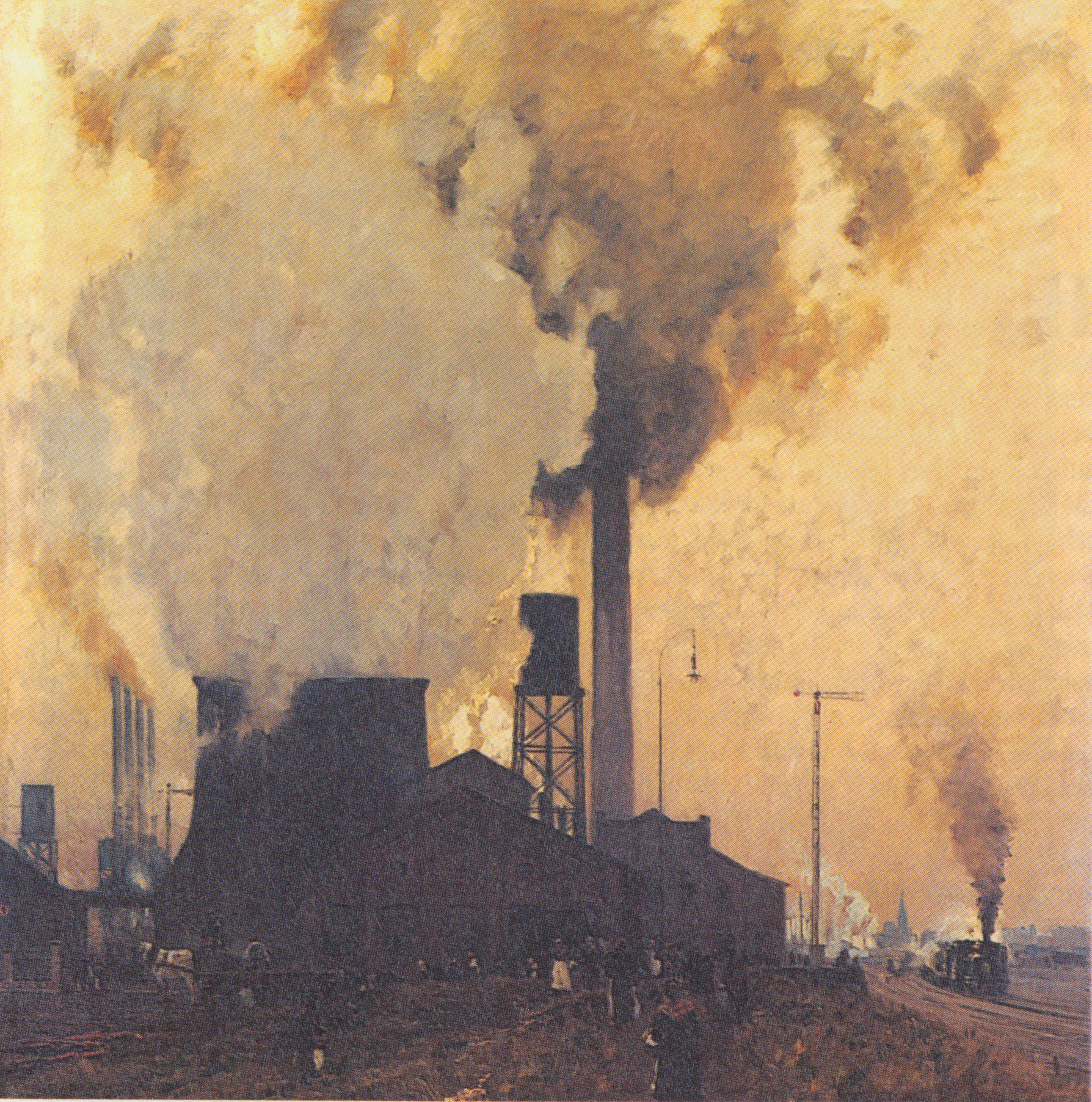
Aciérie Hoesch à Dortmund, toile d'Eugen Bracht, 1907.

« Dans ce pays qui frémissait et retentissait de vie industrielle, il restait encore de la vie végétale. Partout où pouvait pousser un arbre, un arbre poussait, tranquille, vénéré, choyé, surtout dans ses vieux ans. Certaines villes, en se développant, atteignaient la forêt, mais sans toucher à la forêt : Hambourg, Francfort, Düsseldorf. La cité des hommes veut voisiner d'aussi près que possible avec la cité des arbres, afin d'en respirer l'âme fraîche et réconfortante. Et que de squares, de parcs, de massifs, de bassins ombragés, de parterre de gazon, de corbeilles, de plantes grimpantes, de balcons fleuris ! À Düsseldorf, on pouvait faire le tour de la ville sans que l'œil ne cesse d'avoir un reposoir de verdure. »

## Secteur primaire

### L'agriculture

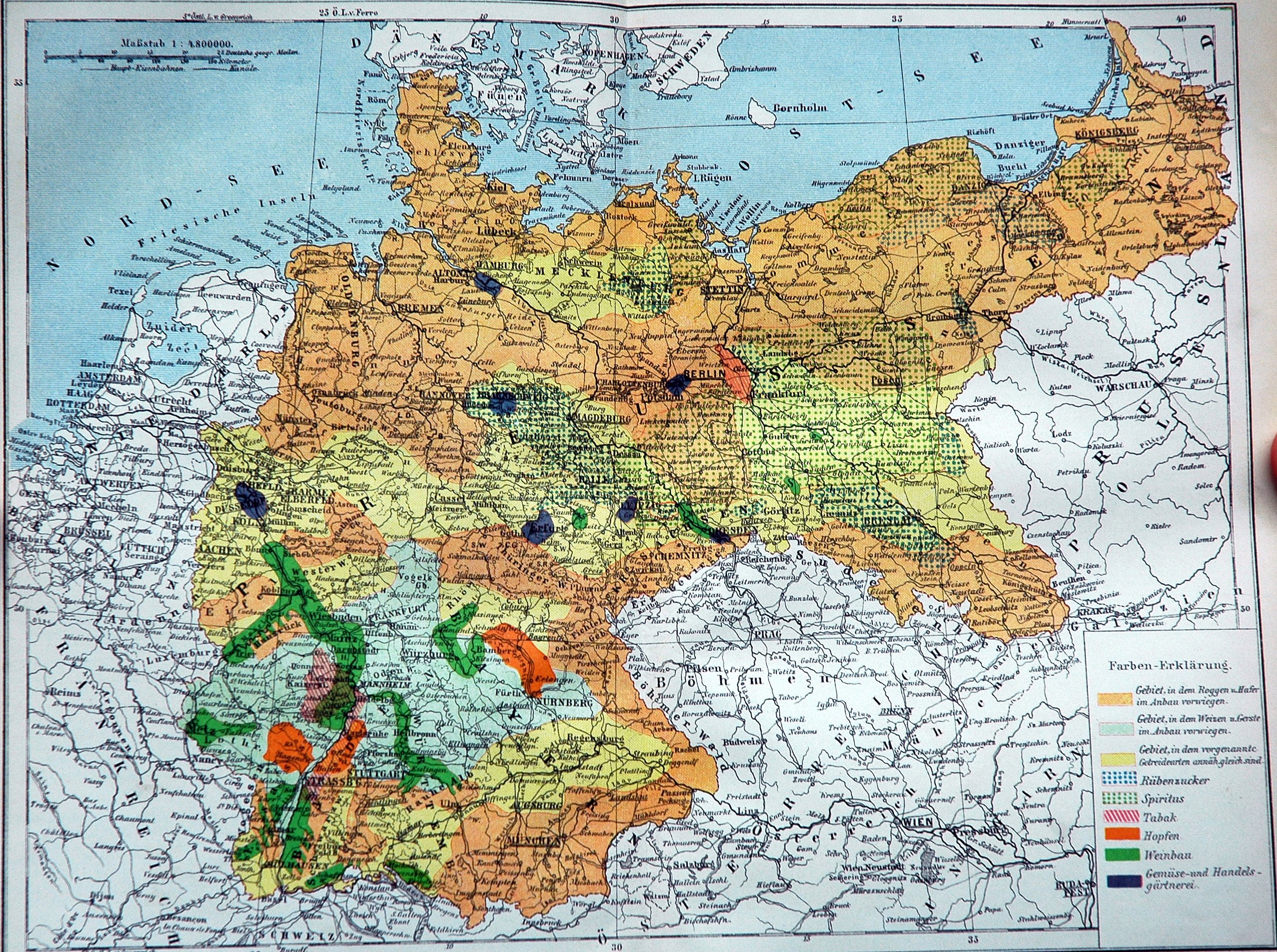
Carte des différentes zones agricoles dans l'Empire : dominante de céréales (orange), pâturages (vert pâle), équilibre des deux (jaune) ; betteraves (points bleus), tabac (hachures rouges), houblon (rouge), vignoble (vert), jardins maraîchers (violet).

L'Allemagne avait étendu son industrie au détriment de son agriculture. Elle nourrissait ses 70 millions d'habitants en important plus de 4 milliards de marchandises qu'elle payait avec les produits de ses usines et manufacturés par ses millions d'ouvriers. Sur 54 077 000 hectares de superficie, elle en avait 26 millions en culture et 7 600 000 en pâturages. Les cultures principales étaient consacrées aux céréales. Dans l'Allemagne du Sud, une place importante était donnée au maïs. Dans toutes les régions, la culture de la pomme de terre réussit bien. La culture de betterave était surtout prospère dans les duchés de Brunswick et d'Anhalt, ainsi que dans les provinces prussiennes de Saxe, de Silésie et de Hanovre. La culture des légumes était des plus avantageuses en Thuringe, en Franconie et en Souabe. Le tabac se cultivait avec succès sur les rives de la Werra et de l'Oder, dans le district du Palatinat et dans l'Uckermark. Le chanvre et le lin, dans le centre ; le houblon en Bavière le duché de Brunswick et dans la province de Posen. On recueillait des fruits en grande quantité, surtout dans l'Allemagne du Sud et en Thuringe. Il y avait des vignobles, plus ou moins renommés, en certaines parties de la Prusse rhénane, dans la Hesse, en Bavière, dans le grand-duché de Bade et en Alsace-Lorraine.
Le développement de l'agriculture, les progrès de l'industrie et l'accroissement des populations avaient fait reculer la plupart des forêts. Cependant elles occupaient, en 1914, 13 979 850 hectares. Les essences qui y dominaient étaient le chêne et le hêtre vers la Baltique  ; le chêne, le bouleau, le pin et le sapin dans les régions basses de l'Allemagne du Nord. Il y avait à peu près autant de bois résineux que de bois feuillus. Vers le sud, le mélèze s'ajoute au pin et au sapin (Parmi ses plus belles forêts, l'Empire allemand comptait celles d'Alsace).
L'agriculture allemande semblait jadis condamnée à une perpétuelle médiocrité, par l'insuffisance du sol et de la main-d'œuvre. Mais les travaux d'irrigation et l'emploi des engrais chimiques permirent de tirer parti même des marais de Mecklembourg et des sables de Brandebourg. Il ne restait sans culture qu'un dixième du sol. Les champs qui produisaient l'avoine, le seigle et la pomme de terre se développèrent, empiétant sur les vastes pâturages où se multipliaient les troupeaux. Cependant le blé demeurait assez rare : il ne prospérait réellement que dans la vallée du Rhin. Un lien étroit unissait l'agriculture à l'industrie : la betterave était cultivée sur une étendue de plus de 500 000 hectares pour la fabrication du sucre, l'orge pour la fabrication de la bière. La laine, fournie chaque année par les troupeaux de moutons, pesait plus de 400 000 quintaux. Chevaux, bêtes à cornes, moutons et porcs représentaient une somme de plus de 5 milliards de marks. Les terres appartiennent aux hobereaux qui exigent des paysans un gros revenu.

### Les mines

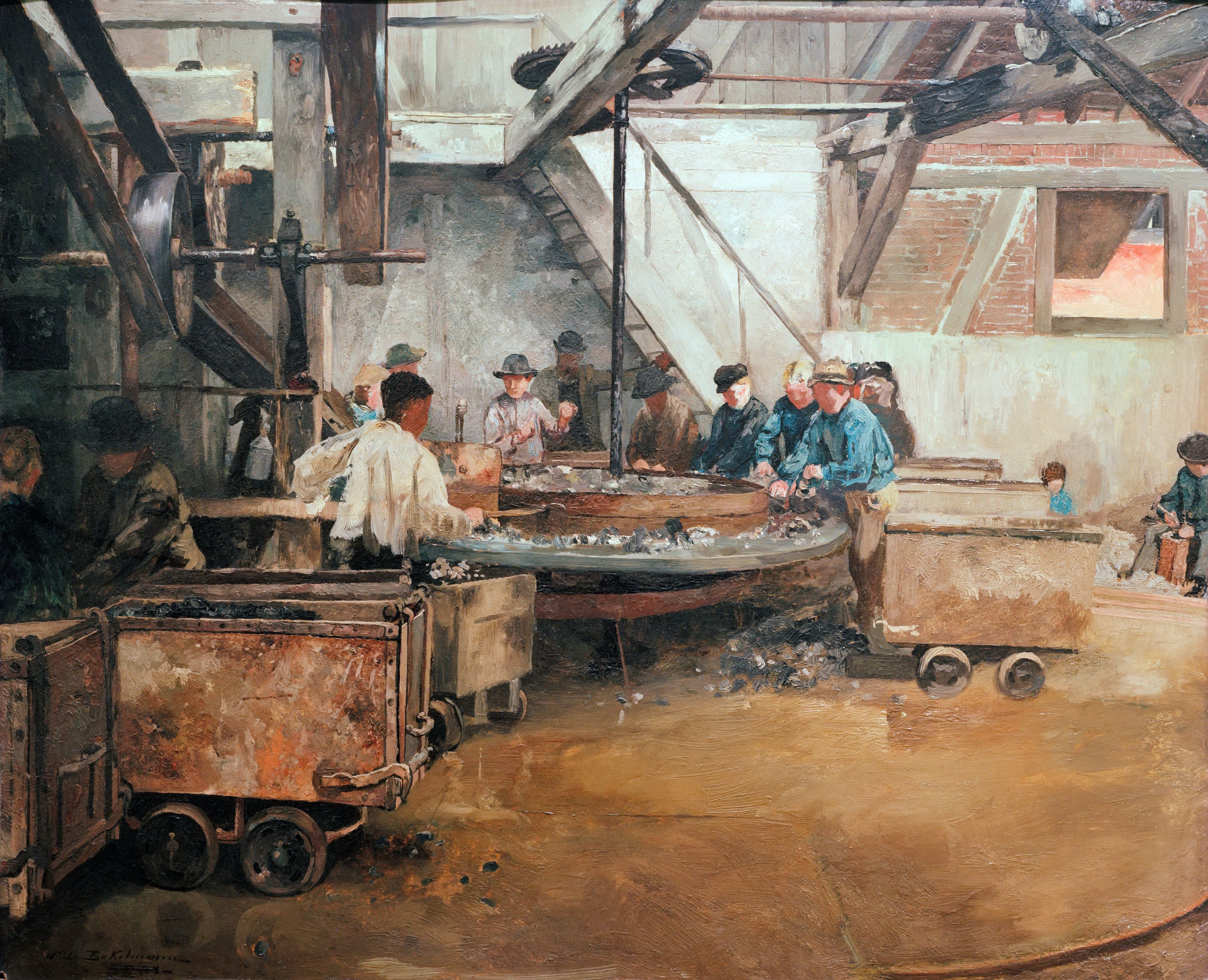
La mine de plomb de Selbeck dans la Ruhr, toile de Christian Ludwig Bokelmann, 1888.

Le sous-sol de l'Allemagne est d'une richesse singulière. Les terrains carbonifères occupent d'immenses étendues, surtout dans le bassin de la Rhur. La Silésie supérieure fournit du fer, la Prusse, du zinc, la Saxe, de l'étain et du kaolin. On trouve de l'argent dans l'Erzgebirge et de l'or dans le massif du Hartz. Les eaux de Wiesbaden, de Kreuznach, d'Aix-la-Chapelle et d'Ems sont célèbres.
Pour l'exploitation et la transformation des produits fournis par le sous-sol, c'est-à-dire pour l'ensemble de son effort industriel, l'Allemagne venait après la Grande-Bretagne, qui occupait depuis longtemps la première place en Europe. Ses mines s'étendaient à côté des gisements de houille. Avantage sans pareil pour les usines de Barmen, d'Elberfeld et d'Essen. La Silésie, la Saxe et la Westphalie constituaient 3 centres d'une importante capitale pour la métallurgie. Rothe-Erde, près d'Aix-la-Chapelle, produisait plus d'acier que n'importe quelle autre usine du globe. L'extraction, qui représentait 80 millions de tonnes en 1900, en représentait plus de 260 en 1914. La production du fer s'est multipliée par 13 dans le même temps.

## Une économie de grande puissance

### Essor démographique, industriel et économique
Le Reich wilhelmien connaît un remarquable essor économique. La poussée démographique, le dynamisme des milieux d'affaires et l'appui de l'État jouent un rôle décisif dans un boom qui fait de l'Allemagne une puissance mondiale. S'agissant du PIB à parité de pouvoir d'achat, l'Empire allemand était la deuxième économie du monde après les États-Unis mais talonné par l'Empire russe avec, en 1913, un PIB(PPA) de 237 milliards de dollars internationaux soit 8,8 % du PIB mondial pour l'Allemagne et 232 milliards de dollars internationaux soit 8,6 % pour la Russie.